# 晚收酒

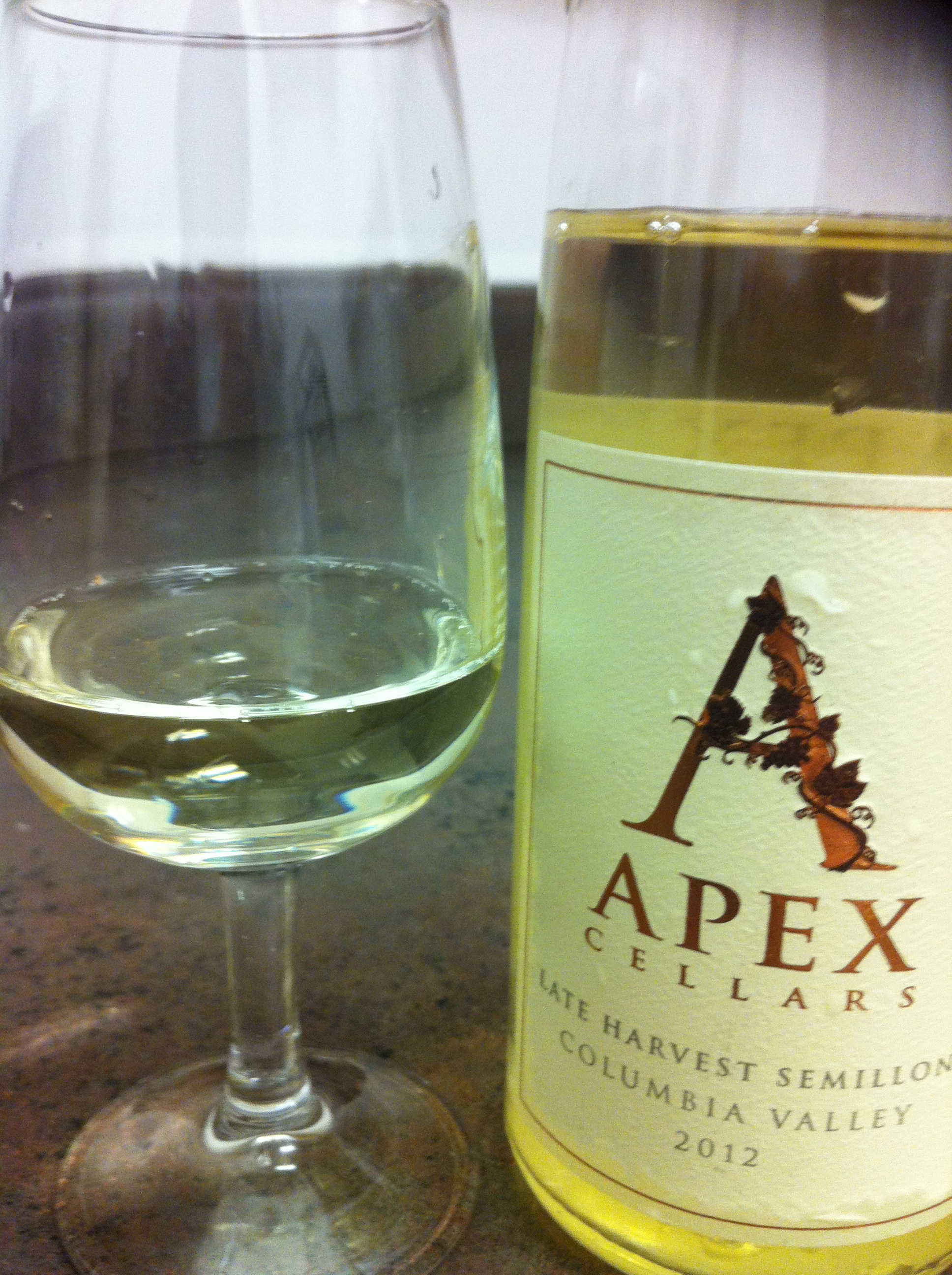
來自華盛頓州的一瓶晚收賽美蓉

晚收酒指的是晚收的葡萄釀成的葡萄酒，通常被用做餐後甜酒（例如晚收雷司令）。晚收的葡萄形似葡萄乾，但是其是在葡萄藤上自然風乾的。
貴腐酒是晚收酒的一種，釀製這種酒的葡萄收穫時間尤其晚，收貨時葡萄中的水份基本完全蒸干。

## 貴腐酒

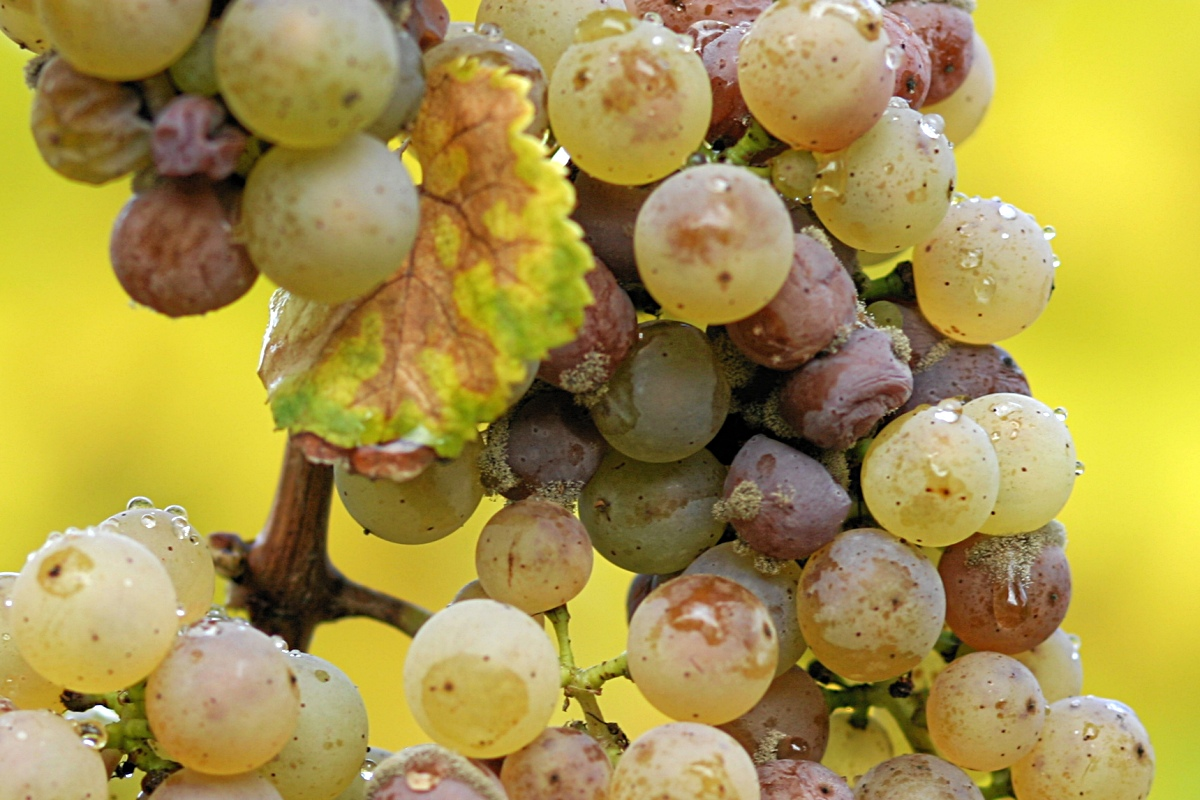
貴腐黴菌感染的葡萄

貴腐黴菌感染的葡萄會縮水變成發霉的葡萄乾，隨著水分蒸發，葡萄酒中的糖也更加濃縮。一般感染貴腐黴菌的時間在每年的九月末到十月末間。 貴腐黴菌的感染並不集中，因此一株葡萄藤上的葡萄未必全部會被感染，因此在收穫時需要採集者特別留意。

## 德國晚收酒
在德國，其葡萄酒分類法是依據葡萄的成熟度來制定的。特級優質葡萄酒（Qualitätswein mit Prädikat）中包含四種晚收酒，其干甜程度不等。分別是晚摘(Spätlese）、逐串精選(Auslese)、逐粒精選(Beerenauslese)和貴腐精選(Trockenbeerenauslese)。

## 冰酒

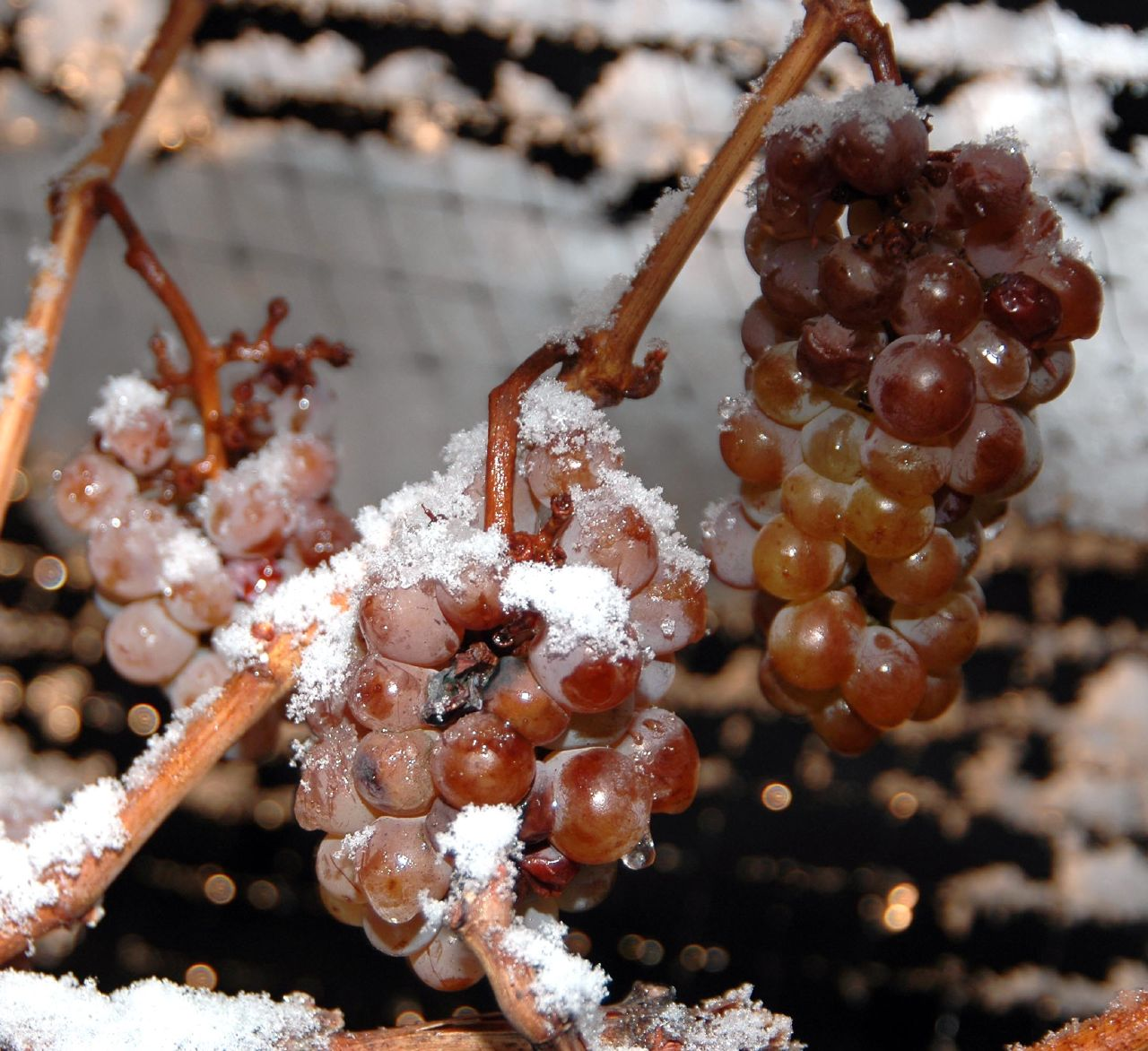
冰凍的葡萄

在一些寒冷的葡萄酒產區，例如德國和加拿大，葡萄可能會被冰凍在枝頭。壓榨時凍結的水分被排除，留下高濃度的糖。